# Vale de Alcântara

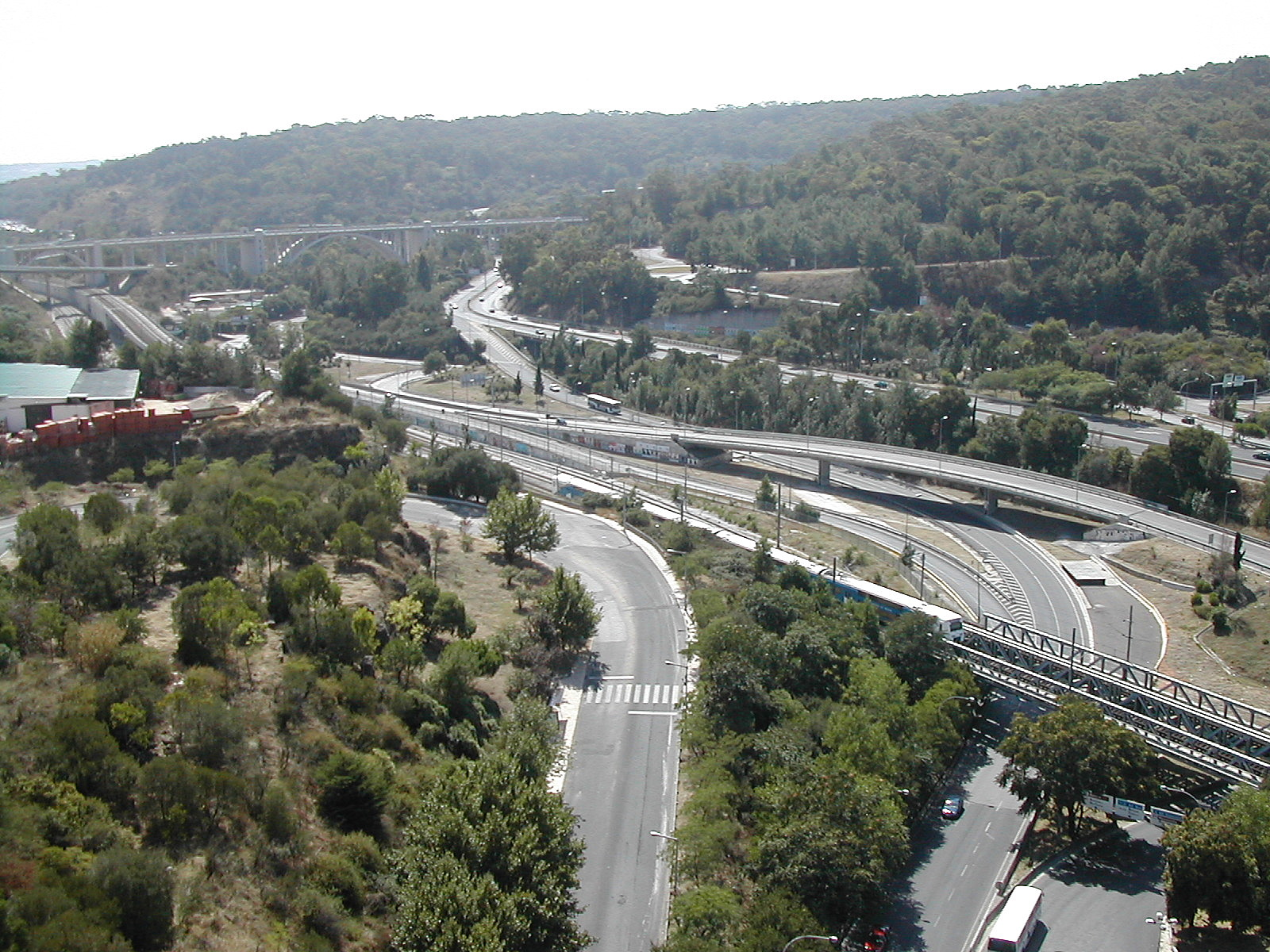
Vale de Alcântara

O Vale de Alcântara (também conhecido como Vale das Águas Livres, por nele passar o Aqueduto das Águas Livres) é um acidente geográfico de terrenos pertencentes à cidade de Lisboa, Portugal. Foi provocado pelo movimento de placas tectónicas existentes na foz do Rio Tejo, há mais de 70 milhões de anos.
O vale tem uma proeminência média, tendo na encosta poente, o final da Serra de Monsanto e do seu parque florestal. Na encosta nascente, a meia-encosta, situa-se o Casal Ventoso (bairro de Campolide), e, no seu topo, o bairro de Campo de Ourique e o Cemitério dos Prazeres.
O vale apresenta um declive elevado nas zonas mais afastadas do rio, nas zonas correspondentes ao centro de Campolide e é mais plano nas zonas ribeirinhas. Por ele passam várias ribeiras afluentes do Tejo, sendo a principal a Ribeira de Alcântara.
No vale, emparedam-se três vias rodoviárias fundamentais à cidade de Lisboa e arredores: Avenida de Ceuta, no seu desfiladeiro; Eixo Norte-Sul, a meia-encosta poente e o Viaduto Duarte Pacheco, ligando os topos das encostas. Passam pelo vale também duas linhas ferroviárias importantes: a Linha do Sul, que atravessa o desfiladeiro num pequeno viaduto, e a Linha de Cintura atravessa apenas a encosta nascente, em túnel. Passam também vias rodoviárias secundárias como a Calçada da Quintinha e a Rua Maria Pia. O Aqueduto das Águas Livres, antiga via de canalização de água na zona de Lisboa, termina na encosta nascente.
No sopé da encosta nascente, a meio, está a ser construída a ETAR de Alcântara.

## O Vale nas Artes
A beleza do vale de Alcântara, percorrido pela ribeira, tendo por pano de fundo a arcaria do aqueduto das Águas Livres, despertou a atenção de vários artistas. O sueco Carl Israel Ruders, que esteve em Lisboa de 1798 a 1802, referiu-se ao vale de Alcântara dizendo:
"Por entre as verduras agrárias serpenteia um pequenino regato, cujas margens estão sempre cheias de gente."
 E, em nota, acrescentou: "é nele que as lavadeiras de Lisboa fazem suas lexívias. Os habitantes de Lisboa mandam lavar a roupa ao campo." 